# XXV съезд Коммунистической партии Беларуси
XXV съезд Коммунистической партии Беларуси (КПБ) (бел. Дваццаць пяты з'езд Камуністычнай партыі Беларусі) проходил с 26 по 28 сентября 1961 года в Минске. Присутствовало 675 делегатов с решающим голосом и 97 делегатов с совещательным голосом, которые представляли 240 353 членов и кандидатов в члены партии.

## Порядок съезда
- О проекте Программы КПСС (Ф. А. Сурганов);
- о проекте Устава КПСС (П. М. Машеров);
- отчёт ЦК КПБ (К. Т. Мазуров);
- отчёт Ревизионной комиссии КПБ (В. Я. Седых);
- выборы ЦК КПБ и Ревизионной комиссии КПБ.

## Результаты съезда
Съезд одобрил разработанные ЦК КПСС проекты Программы и Устава КПСС. Был избран ЦК КПБ в составе 125 членов и 57 кандидатов в членов, Ревизионную комиссию КПБ из 35 членов.